# Horcsarriu
Horcs Arriu (en francès Horsarrieu) és un municipi francès situat al departament de les Landes i a la regió de la Nova Aquitània.

## Demografia
| 1962                                       | 1968 | 1975 | 1982 | 1990 | 1999 | 2007 |
| ------------------------------------------ | ---- | ---- | ---- | ---- | ---- | ---- |
| 424                                        | 447  | 478  | 567  | 634  | 636  | 628  |
| Des de 1962: població sense dobles comptes |      |      |      |      |      |      |

## Administració
| Període   | Identitat       | Partit |
| --------- | --------------- | ------ |
| 1971-2001 | Jean Lailheugue |        |
| 2001-     | Bernard Labat   | PS     |